# Iablunivka, Popilnea
Iablunivka (în ucraineană Яблунівка) este un sat în comuna Ierciîkî din raionul Popilnea, regiunea Jîtomîr, Ucraina.

## Demografie
Componența lingvistică a localității Iablunivka
     Ucraineană (92,14%)
     Rusă (7,86%)
Conform recensământului din 2001, majoritatea populației localității Iablunivka era vorbitoare de ucraineană (92,14%), existând în minoritate și vorbitori de rusă (7,86%).